# Mistrzostwa świata do lat 18 w hokeju na lodzie mężczyzn 2023 (I Dywizja)
Mistrzostwa świata do lat 18 w hokeju na lodzie mężczyzn I dywizji 2023 odbyły się w dwóch państwach: we Francji (Angers) oraz w Słowenii (Bled). Zawody grupy A zostały rozegrane w dniach 23-29 kwietnia 2023, natomiast grupy B 10–16 kwietnia 2023 roku.
W mistrzostwach drugiej dywizji uczestniczyło 12 zespołów, które zostały podzielone na dwie grupy po 6 zespołów. Rozgrywały one mecze systemem każdy z każdym. Pierwsza drużyna turnieju grupy A awansuje do mistrzostw świata elity, ostatni zespół grupy A zagra w grupie B, zastępując zwycięzcę turnieju grupy B. Najsłabsza drużyna grupy B spadła do drugiej dywizji.
Hale, w których odbyły się zawody to:
- IceParc, w Angers
- Ice Arena Bled, w Bledzie

## Grupa A
Wyniki
| 23 kwietnia 2023 | Japonia | 5:3 | Dania | IceParc, Angers |

| Szczegóły      | Szczegóły                                                                                              | Szczegóły       | Szczegóły                                                          | Szczegóły                                                                                              |
| -------------- | --- | --------------- | ------------------------------------------------------------------ | --- |
| Godzina: 12:30 | K. Okubo (EQ) 22:34 J. Kokuwa (PP) 39:18 T. Ushio (EQ) 39:38 R. Shirozu (EQ) 53:21 T. Ushio (EQ) 53:41 | (0:1, 3:0, 2:2) | 14:01 (SH) A. Schioldan 43:49 (EQ) T. Petersen 56:08 (EQ) A. Linde | Widzów: 352 Sędzia główny: Petter Bakken Nicolas Cregut Sędziowie liniowi: Nathy Bürgy Quentin Ugolini |
| Godzina: 12:30 | 8 min. kar                                                                                             |                 | 8 min. kar                                                         | Widzów: 352 Sędzia główny: Petter Bakken Nicolas Cregut Sędziowie liniowi: Nathy Bürgy Quentin Ugolini |

| 23 kwietnia 2023 | Ukraina | 3:2 pk. | Francja | IceParc, Angers |

| Szczegóły      | Szczegóły                                                              | Szczegóły                 | Szczegóły                                  | Szczegóły                                                                                               |
| -------------- | ---------------------------------------------------------------------- | ------------------------- | ------------------------------------------ | --- |
| Godzina: 16:00 | S. Gierasymienko (EQ) 08:50 D. Szułha (EQ) 24:23 M. Jałowy (GWG) 65:00 | (1:1, 1:1, 0:0, 0:0, 1:0) | 12:48 (EQ) A. Serres 25:40 (EQ) M. Chapuis | Widzów: 1317 Sędzia główny: Stefan Hogarth Johan Vedin Sędziowie liniowi: Luka Maekinen Njaal Sostumoen |
| Godzina: 16:00 | 12 min. kar                                                            |                           | 2 min. kar                                 | Widzów: 1317 Sędzia główny: Stefan Hogarth Johan Vedin Sędziowie liniowi: Luka Maekinen Njaal Sostumoen |

| 23 kwietnia 2023 | Węgry | 0:3 | Kazachstan | IceParc, Angers |

| Szczegóły      | Szczegóły   | Szczegóły       | Szczegóły                                                               | Szczegóły                                                                                             |
| -------------- | ----------- | --------------- | ----------------------------------------------------------------------- | --- |
| Godzina: 19:30 |             | (0:0, 0:3, 0:0) | 20:51 (PP) A. Bejsembajew 34:00 (EQ) A. Gross 35:02 (EQ) A. Bejsembajew | Widzów: 134 Sędzia główny: Emils Druseiks Marek Žák Sędziowie liniowi: Matus Stanzel Jason Thorrignac |
| Godzina: 19:30 | 14 min. kar |                 | 14 min. kar                                                             | Widzów: 134 Sędzia główny: Emils Druseiks Marek Žák Sędziowie liniowi: Matus Stanzel Jason Thorrignac |

| 24 kwietnia 2023 | Dania | 5:1 | Ukraina | IceParc, Angers |

| Szczegóły      | Szczegóły | Szczegóły       | Szczegóły                  | Szczegóły                                                                                           |
| -------------- | --- | --------------- | -------------------------- | --------------------------------------------------------------------------------------------------- |
| Godzina: 12:30 | A. Linde (EQ) 05:50 A. Schioldan (PP) 11:39 M. Andersen (EQ) 30:42 O. Mølgaard (EQ) 37:59 O. Mølgaard (EQ) 59:33 | (2:1, 2:0, 1:0) | 05:31 (EQ) A. Puzdranowski | Widzów: 238 Sędzia główny: Tanner Doiron Marek Žák Sędziowie liniowi: Matus Stanzel Quentin Ugolini |
| Godzina: 12:30 | 10 min. kar |                 | 8 min. kar                 | Widzów: 238 Sędzia główny: Tanner Doiron Marek Žák Sędziowie liniowi: Matus Stanzel Quentin Ugolini |

| 24 kwietnia 2023 | Kazachstan | 5:0 | Japonia | IceParc, Angers |

| Szczegóły      | Szczegóły | Szczegóły       | Szczegóły  | Szczegóły                                                                                                 |
| -------------- | --- | --------------- | ---------- | --- |
| Godzina: 16:00 | A. Gross (EQ) 18:44 K. Łiapunow (EQ) 20:28 A. Kim (EQ) 44:22 K. Łiapunow (EQ) 54:26 A. Bejsembajew (PP) 58:55 | (1:0, 1:0, 3:0) |            | Widzów: 148 Sędzia główny: Nicolas Cregut Emils Druseiks Sędziowie liniowi: Luka Maekinen Njaal Sostumoen |
| Godzina: 16:00 | 6 min. kar |                 | 4 min. kar | Widzów: 148 Sędzia główny: Nicolas Cregut Emils Druseiks Sędziowie liniowi: Luka Maekinen Njaal Sostumoen |

| 24 kwietnia 2023 | Francja | 0:2 | Węgry | IceParc, Angers |

| Szczegóły      | Szczegóły  | Szczegóły       | Szczegóły                                 | Szczegóły                                                                                          |
| -------------- | ---------- | --------------- | ----------------------------------------- | -------------------------------------------------------------------------------------------------- |
| Godzina: 19:30 |            | (0:0, 0:1, 0:1) | 27:15 (PP) C. Ravasz 57:51 (PP) Z. Nemeth | Widzów: 911 Sędzia główny: Petter Bakken Johan Vedin Sędziowie liniowi: Nathy Bürgy Ľudovít Šoltés |
| Godzina: 19:30 | 2 min. kar |                 | 6 min. kar                                | Widzów: 911 Sędzia główny: Petter Bakken Johan Vedin Sędziowie liniowi: Nathy Bürgy Ľudovít Šoltés |

| 26 kwietnia 2023 | Kazachstan | 3:8 | Dania | IceParc, Angers |

| Szczegóły      | Szczegóły                                                         | Szczegóły       | Szczegóły | Szczegóły                                                                                                |
| -------------- | ----------------------------------------------------------------- | --------------- | --- | --- |
| Godzina: 12:30 | S. Simonow (EQ) 03:31 A. Bejsembajew (PP) 30:39 A. Kim (SH) 35:21 | (1:3, 2:3, 0:2) | 04:17 (EQ) A. Schioldan 06:19 (EQ) D. Olsson 17:47 (PP) D. Olsson 26:14 (EQ) M. Larsen 32:32 (EQ) O. Mølgaard 38:15 (EQ) O. Grossmann 52:18 (EQ) A. Schioldan 56:53 (EQ) M. Larsen | Widzów: 228 Sędzia główny: Stefan Hogarth Johan Vedin Sędziowie liniowi: Ľudovít Šoltés Jason Thorrignac |
| Godzina: 12:30 | 8 min. kar                                                        |                 | 10 min. kar | Widzów: 228 Sędzia główny: Stefan Hogarth Johan Vedin Sędziowie liniowi: Ľudovít Šoltés Jason Thorrignac |

| 26 kwietnia 2023 | Ukraina | 3:2 pk. | Węgry | IceParc, Angers |

| Szczegóły      | Szczegóły                                                                    | Szczegóły                 | Szczegóły                                  | Szczegóły                                                                                              |
| -------------- | ---------------------------------------------------------------------------- | ------------------------- | ------------------------------------------ | --- |
| Godzina: 16:00 | N. Iwaszczenko (PP) 22:11 M. Haponienko (PP2) 46:10 I. Kuprianow (GWG) 65:00 | (0:1, 1:1, 1:0, 0:0, 1:0) | 17:39 (PP) M. Nemes 22:58 (EQ) B. Haranghy | Widzów: 166 Sędzia główny: Nicolas Cregut Marek Žák Sędziowie liniowi: Njaal Sostumoen Quentin Ugolini |
| Godzina: 16:00 | 16 min. kar                                                                  |                           | 10 min. kar                                | Widzów: 166 Sędzia główny: Nicolas Cregut Marek Žák Sędziowie liniowi: Njaal Sostumoen Quentin Ugolini |

| 26 kwietnia 2023 | Francja | 2:4 | Japonia | IceParc, Angers |

| Szczegóły      | Szczegóły                                | Szczegóły       | Szczegóły                                                                               | Szczegóły                                                                                              |
| -------------- | ---------------------------------------- | --------------- | --------------------------------------------------------------------------------------- | --- |
| Godzina: 19:30 | A. Serres (EQ) 57:23 T. Vidal (EA) 59:45 | (0:1, 0:2, 2:1) | 09:20 (EQ) S. Iizuka 23:39 (PP) T. Ishigaki 28:48 (SH) T. Ushio 58:37 (EQ/ENG) T. Ushio | Widzów: 1315 Sędzia główny: Petter Bakken Tanner Doiron Sędziowie liniowi: Luka Maekinen Matus Stanzel |
| Godzina: 19:30 | 10 min. kar                              |                 | 8 min. kar                                                                              | Widzów: 1315 Sędzia główny: Petter Bakken Tanner Doiron Sędziowie liniowi: Luka Maekinen Matus Stanzel |

| 27 kwietnia 2023 | Kazachstan | 5:0 | Ukraina | IceParc, Angers |

| Szczegóły      | Szczegóły | Szczegóły       | Szczegóły   | Szczegóły                                                                                           |
| -------------- | --- | --------------- | ----------- | --------------------------------------------------------------------------------------------------- |
| Godzina: 12:30 | A. Kim (EQ) 11:56 A. Rusłanuły (EQ) 20:28 K. Łiapunow (EQ) 23:40 S. Simonow (EQ) 31:21 N. Sitnikow (EQ) 36:36 | (1:0, 4:0, 0:0) |             | Widzów: 244 Sędzia główny: Petter Bakken Tanner Doiron Sędziowie liniowi: Nathy Bürgy Luka Maekinen |
| Godzina: 12:30 | 6 min. kar |                 | 18 min. kar | Widzów: 244 Sędzia główny: Petter Bakken Tanner Doiron Sędziowie liniowi: Nathy Bürgy Luka Maekinen |

| 27 kwietnia 2023 | Węgry | 4:2 | Japonia | IceParc, Angers |

| Szczegóły      | Szczegóły                                                                             | Szczegóły       | Szczegóły                                | Szczegóły                                                                                                 |
| -------------- | ------------------------------------------------------------------------------------- | --------------- | ---------------------------------------- | --- |
| Godzina: 16:00 | K. Franyó (EQ) 01:43 G. Mihalik (EQ) 32:17 K. Franyó (EQ) 45:24 G. Mihalik (EQ) 49:09 | (1:1, 1:0, 2:1) | 02:44 (EQ) K. Okubo 53:18 (PP) F. Suzuki | Widzów: 188 Sędzia główny: Stefan Hogarth Johan Vedin Sędziowie liniowi: Jason Thorrignac Quentin Ugolini |
| Godzina: 16:00 | 6 min. kar                                                                            |                 | 2 min. kar                               | Widzów: 188 Sędzia główny: Stefan Hogarth Johan Vedin Sędziowie liniowi: Jason Thorrignac Quentin Ugolini |

| 27 kwietnia 2023 | Dania | 3:2 pd. | Francja | IceParc, Angers |

| Szczegóły      | Szczegóły                                                          | Szczegóły            | Szczegóły                                  | Szczegóły                                                                                            |
| -------------- | ------------------------------------------------------------------ | -------------------- | ------------------------------------------ | --- |
| Godzina: 19:30 | O. Mølgaard (EQ) 04:20 A. Schioldan (EQ) 16:01 A. Linde (PP) 64:16 | (2:1, 0:1, 0:0, 1:0) | 00:23 (EQ) M. Chapuis 34:22 (EQ) N. Besson | Widzów: 1400 Sędzia główny: Emils Druseiks Marek Žák Sędziowie liniowi: Ľudovít Šoltés Matus Stanzel |
| Godzina: 19:30 | 10 min. kar                                                        |                      | 29 min. kar                                | Widzów: 1400 Sędzia główny: Emils Druseiks Marek Žák Sędziowie liniowi: Ľudovít Šoltés Matus Stanzel |

| 29 kwietnia 2023 | Japonia | 2:1 pd. | Ukraina | IceParc, Angers |

| Szczegóły      | Szczegóły                                 | Szczegóły            | Szczegóły                | Szczegóły                                                                                           |
| -------------- | ----------------------------------------- | -------------------- | ------------------------ | --------------------------------------------------------------------------------------------------- |
| Godzina: 12:30 | F. Suzuki (PP) 24:14 F. Suzuki (EQ) 62:34 | (0:0, 1:1, 0:0, 1:0) | 39:52 (SH) M. Krawczenko | Widzów: 276 Sędzia główny: Johan Vedin Marek Žák Sędziowie liniowi: Ľudovít Šoltés Jason Thorrignac |
| Godzina: 12:30 | 4 min. kar                                |                      | 6 min. kar               | Widzów: 276 Sędzia główny: Johan Vedin Marek Žák Sędziowie liniowi: Ľudovít Šoltés Jason Thorrignac |

| 29 kwietnia 2023 | Dania | 7:0 | Węgry | IceParc, Angers |

| Szczegóły      | Szczegóły | Szczegóły       | Szczegóły   | Szczegóły                                                                                                 |
| -------------- | --- | --------------- | ----------- | --- |
| Godzina: 16:00 | O. Mølgaard (PP) 05:22 A. Linde (PP) 18:04 H. Thomsen (EQ) 18:15 H. Thomsen (EQ) 24:38 M. Andersen (PP2) 38:16 O. Mølgaard (PP2) 51:42 D. Olsson (PP2) 53:20 | (3:0, 2:0, 2:0) |             | Widzów: 204 Sędzia główny: Nicolas Cregut Emils Druseiks Sędziowie liniowi: Luka Maekinen Njaal Sostumoen |
| Godzina: 16:00 | 6 min. kar |                 | 60 min. kar | Widzów: 204 Sędzia główny: Nicolas Cregut Emils Druseiks Sędziowie liniowi: Luka Maekinen Njaal Sostumoen |

| 29 kwietnia 2023 | Francja | 1:6 | Kazachstan | IceParc, Angers |

| Szczegóły      | Szczegóły            | Szczegóły       | Szczegóły | Szczegóły                                                                                             |
| -------------- | -------------------- | --------------- | --- | --- |
| Godzina: 19:30 | A. Serres (PP) 05:53 | (1:3, 0:1, 0:2) | 01:55 (EQ) A. Migunow 11:18 (EQ) N. Sitnikow 15:10 (EQ) B. Orazow 33:15 (EQ) K. Kankin 52:13 (EQ) D. Nurkenow 58:57 (EQ) J. Łewkowiec | Widzów: 1157 Sędzia główny: Tanner Doiron Stefan Hogarth Sędziowie liniowi: Nathy Bürgy Matus Stanzel |
| Godzina: 19:30 | 6 min. kar           |                 | 6 min. kar | Widzów: 1157 Sędzia główny: Tanner Doiron Stefan Hogarth Sędziowie liniowi: Nathy Bürgy Matus Stanzel |

Tabela
| Lp. | Zespół     | M | Pkt | Z | Zd | Pd | P | G+ | G- | +/− |
| --- | ---------- | - | --- | - | -- | -- | - | -- | -- | --- |
| 1.  | Kazachstan | 5 | 12  | 4 | 0  | 0  | 1 | 22 | 9  | +13 |
| 2.  | Dania      | 5 | 11  | 3 | 1  | 0  | 1 | 26 | 11 | +15 |
| 3.  | Japonia    | 5 | 8   | 2 | 1  | 0  | 2 | 13 | 15 | -2  |
| 4.  | Węgry      | 5 | 7   | 2 | 0  | 1  | 2 | 8  | 15 | -7  |
| 5.  | Ukraina    | 5 | 5   | 0 | 2  | 1  | 2 | 8  | 16 | -8  |
| 6.  | Francja    | 5 | 2   | 0 | 0  | 2  | 3 | 7  | 18 | -11 |

    = awans do Elity      = spadek do dywizji I, grupy B
Statystyki indywidualne
- Klasyfikacja strzelców:  Oscar Mølgaard: 6 goli[1]
- Klasyfikacja asystentów:  Oscar Mølgaard
 Victor Nielsen
 Daniel Olsson: 6 asyst[2]
- Klasyfikacja kanadyjska:  Oscar Mølgaard: 12 punktów[3]
- Klasyfikacja +/−:  Marius Andersen
 Oscar Mølgaard
 Albert Schioldan: +9[4]
- Klasyfikacja skuteczności interwencji bramkarzy:  Władimir Nikitin: 93,64%[5]
- Klasyfikacja średniej goli straconych na mecz bramkarzy:  Władimir Nikitin: 1,50
- Klasyfikacja minut kar:  David Bodzai
 Ferenc Laskawy: 31 minut[6]

Nagrody indywidualne
Dyrektoriat turnieju wybrał trójkę najlepszych zawodników, po jednym na każdej pozycji:
- Bramkarz:  Władimir Nikitin
- Obrońca:  Marius Andersen
- Napastnik:  Oscar Mølgaard

## Grupa B
Wyniki
| 10 kwietnia 2023 | Polska | 3:1 | Austria | Ice Arena Bled, Bled |

| Szczegóły      | Szczegóły                                                    | Szczegóły       | Szczegóły               | Szczegóły                                                                                       |
| -------------- | ------------------------------------------------------------ | --------------- | ----------------------- | ----------------------------------------------------------------------------------------------- |
| Godzina: 12:30 | J. Hofman (PP) 02:07 M. Dawid (PP) 28:36 M. Dawid (PP) 35:33 | (1:0, 2:1, 0:0) | 32:50 (PP) F. Lanzinger | Widzów: 221 Sędzia główny: Rasmus Ankersen Sędziowie liniowi: Albert Ankerstjerne Norbert Balla |
| Godzina: 12:30 | 8 min. kar                                                   |                 | 16 min. kar             | Widzów: 221 Sędzia główny: Rasmus Ankersen Sędziowie liniowi: Albert Ankerstjerne Norbert Balla |

| 10 kwietnia 2023 | Estonia | 2:4 | Włochy | Ice Arena Bled, Bled |

| Szczegóły      | Szczegóły                                 | Szczegóły       | Szczegóły                                                                                      | Szczegóły                                                                                |
| -------------- | ----------------------------------------- | --------------- | ---------------------------------------------------------------------------------------------- | ---------------------------------------------------------------------------------------- |
| Godzina: 16:00 | D. Morozov (EQ) 49:56 M. Välja (EQ) 50:41 | (0:0, 0:2, 2:2) | 22:42 (EQ) I. Cassan 26:59 (EQ) T. Madaschi 41:14 (EQ) N. Remolato 58:56 (SH/ENG) P. Mantinger | Widzów: 167 Sędzia główny: Bartosz Kaczmarek Sędziowie liniowi: Anze Bergant Ryan Fraley |
| Godzina: 16:00 | 6 min. kar                                |                 | 8 min. kar                                                                                     | Widzów: 167 Sędzia główny: Bartosz Kaczmarek Sędziowie liniowi: Anze Bergant Ryan Fraley |

| 10 kwietnia 2023 | Korea Południowa | 2:4 | Słowenia | Ice Arena Bled, Bled |

| Szczegóły      | Szczegóły                                | Szczegóły       | Szczegóły                                                                                      | Szczegóły                                                                              |
| -------------- | ---------------------------------------- | --------------- | ---------------------------------------------------------------------------------------------- | -------------------------------------------------------------------------------------- |
| Godzina: 19:30 | Kwon W. H. (PP) 30:09 Sohn H. (PP) 40:22 | (0:1, 1:2, 1:1) | 17:12 (EQ) U. Podrekar 23:46 (EQ) M. Perčič 33:08 (EQ) M. Crnkič 59:40 (EQ/ENG) N. C. Petrovič | Widzów: 423 Sędzia główny: Andriej Korowkin Sędziowie liniowi: David Vaczi Wiktor Zień |
| Godzina: 19:30 | 8 min. kar                               |                 | 14 min. kar                                                                                    | Widzów: 423 Sędzia główny: Andriej Korowkin Sędziowie liniowi: David Vaczi Wiktor Zień |

| 11 kwietnia 2023 | Austria | 7:1 | Estonia | Ice Arena Bled, Bled |

| Szczegóły      | Szczegóły | Szczegóły       | Szczegóły            | Szczegóły                                                                                |
| -------------- | --- | --------------- | -------------------- | ---------------------------------------------------------------------------------------- |
| Godzina: 12:30 | O. Lam (PP) 08:41 F. Lanzinger (EQ) 10:48 P. Noll (EQ) 18:49 L. Lamereiner (EQ) 24:26 J. Neumann (EQ) 37:29 O. Lam (EQ) 41:59 M. Schwarz (EQ) 49:12 | (3:0, 2:0, 2:1) | 43:57 (EQ) M. Burkov | Widzów: 66 Sędzia główny: Bartosz Kaczmarek Sędziowie liniowi: Norbert Balla Wiktor Zień |
| Godzina: 12:30 | 4 min. kar |                 | 6 min. kar           | Widzów: 66 Sędzia główny: Bartosz Kaczmarek Sędziowie liniowi: Norbert Balla Wiktor Zień |

| 11 kwietnia 2023 | Włochy | 3:2 | Korea Południowa | Ice Arena Bled, Bled |

| Szczegóły      | Szczegóły                                                         | Szczegóły       | Szczegóły                                 | Szczegóły                                                                              |
| -------------- | ----------------------------------------------------------------- | --------------- | ----------------------------------------- | -------------------------------------------------------------------------------------- |
| Godzina: 16:00 | N. Garau (PP) 05:18 A. de Luca (SH) 26:43 P. Mantinger (EQ) 43:01 | (1:1, 1:1, 1:0) | 17:27 (EQ) Sa J. H. 28:33 (EQ) Kwon W. H. | Widzów: 54 Sędzia główny: Oleg Serebriakow Sędziowie liniowi: Anze Bergant David Vaczi |
| Godzina: 16:00 | 8 min. kar                                                        |                 | 2 min. kar                                | Widzów: 54 Sędzia główny: Oleg Serebriakow Sędziowie liniowi: Anze Bergant David Vaczi |

| 11 kwietnia 2023 | Słowenia | 6:3 | Polska | Ice Arena Bled, Bled |

| Szczegóły      | Szczegóły | Szczegóły       | Szczegóły                                                      | Szczegóły                                                                             |
| -------------- | --- | --------------- | -------------------------------------------------------------- | ------------------------------------------------------------------------------------- |
| Godzina: 19:30 | U. Podrekar (EQ) 18:43 F. Sitar (PP) 21:20 Ž. Špari Leben (EA) 30:41 M. Sever (EQ) 39:15 A. Žeželj (EQ) 47:28 Ž. Špari Leben (PP) 51:40 | (1:0, 3:2, 2:1) | 31:29 (EQ) R. Drabik 38:16 (PP) K. Sobecki 55:05 (EQ) M. Dawid | Widzów: 456 Sędzia główny: Andriej Korowkin Sędziowie liniowi: Ryan Fraley Tadej Snoj |
| Godzina: 19:30 | 4 min. kar |                 | 8 min. kar                                                     | Widzów: 456 Sędzia główny: Andriej Korowkin Sędziowie liniowi: Ryan Fraley Tadej Snoj |

| 13 kwietnia 2023 | Estonia | 2:5 | Korea Południowa | Ice Arena Bled, Bled |

| Szczegóły      | Szczegóły                                  | Szczegóły       | Szczegóły                                                                                                   | Szczegóły                                                                           |
| -------------- | ------------------------------------------ | --------------- | --- | ----------------------------------------------------------------------------------- |
| Godzina: 12:30 | P. Vahi (EQ) 12:32 D. Timofejev (EQ) 49:02 | (1:2, 0:1, 1:2) | 14:39 (EQ) Shin Y. M. 18:00 (EQ) Hwang S. H. 23:02 (PP) Kwon W. H. 41:52 (PP) Kwun H. W. 43:01 (EQ) Sohn H. | Widzów: 42 Sędzia główny: Rasmus Ankersen Sędziowie liniowi: Ryan Fraley Tadej Snoj |
| Godzina: 12:30 | 10 min. kar                                |                 | 4 min. kar                                                                                                  | Widzów: 42 Sędzia główny: Rasmus Ankersen Sędziowie liniowi: Ryan Fraley Tadej Snoj |

| 13 kwietnia 2023 | Włochy | 1:0 | Polska | Ice Arena Bled, Bled |

| Szczegóły      | Szczegóły               | Szczegóły       | Szczegóły  | Szczegóły                                                                               |
| -------------- | ----------------------- | --------------- | ---------- | --------------------------------------------------------------------------------------- |
| Godzina: 16:00 | P. Mantinger (EQ) 09:50 | (1:0, 0:0, 0:0) |            | Widzów: 73 Sędzia główny: Andriej Korowkin Sędziowie liniowi: Norbert Balla Wiktor Zień |
| Godzina: 16:00 | 14 min. kar             |                 | 2 min. kar | Widzów: 73 Sędzia główny: Andriej Korowkin Sędziowie liniowi: Norbert Balla Wiktor Zień |

| 13 kwietnia 2023 | Słowenia | 4:6 | Austria | Ice Arena Bled, Bled |

| Szczegóły      | Szczegóły                                                                                | Szczegóły       | Szczegóły | Szczegóły                                                                                       |
| -------------- | ---------------------------------------------------------------------------------------- | --------------- | --- | ----------------------------------------------------------------------------------------------- |
| Godzina: 19:30 | A. Žeželj (EQ) 29:06 Ž. Špari Leben (EQ) 40:53 A. Žeželj (EQ) 41:46 M. Crnkič (EA) 58:32 | (0:2, 1:1, 3:3) | 00:11 (EQ) F. Haiböck 08:31 (EA) A. Rupnik 29:30 (EQ) P. Noll 46:06 (PP) G. Biber 56:14 (EQ) L. Wempe 59:02 (EQ/ENG) P. Noll | Widzów: 511 Sędzia główny: Oleg Serebriakow Sędziowie liniowi: Albert Ankerstjerne Anze Bergant |
| Godzina: 19:30 | 8 min. kar                                                                               |                 | 12 min. kar | Widzów: 511 Sędzia główny: Oleg Serebriakow Sędziowie liniowi: Albert Ankerstjerne Anze Bergant |

| 15 kwietnia 2023 | Korea Południowa | 6:2 | Polska | Ice Arena Bled, Bled |

| Szczegóły      | Szczegóły | Szczegóły       | Szczegóły                                  | Szczegóły                                                                                     |
| -------------- | --- | --------------- | ------------------------------------------ | --------------------------------------------------------------------------------------------- |
| Godzina: 12:30 | Jang J. H. (EQ) 03:17 Lee J. H. (EQ) 07:47 Kang M. (EQ) 29:37 Choi W. (EQ) 31:27 Lim S. (EQ) 37:16 Kwon W. H. (EQ) 57:57 | (2:0, 3:1, 1:1) | 37:57 (EQ) K. Lisowski 40:27 (EQ) K. Rocki | Widzów: 57 Sędzia główny: Rasmus Ankersen Sędziowie liniowi: Albert Ankerstjerne Anze Bergant |
| Godzina: 12:30 | 2 min. kar |                 | 6 min. kar                                 | Widzów: 57 Sędzia główny: Rasmus Ankersen Sędziowie liniowi: Albert Ankerstjerne Anze Bergant |

| 15 kwietnia 2023 | Słowenia | 4:1 | Estonia | Ice Arena Bled, Bled |

| Szczegóły      | Szczegóły                                                                            | Szczegóły       | Szczegóły           | Szczegóły                                                                                |
| -------------- | ------------------------------------------------------------------------------------ | --------------- | ------------------- | ---------------------------------------------------------------------------------------- |
| Godzina: 16:00 | F. Sitar (EQ) 12:46 M. Crnkič (PP) 13:56 F. Sitar (PP) 28:11 M. Sever (EQ/ENG) 59:38 | (2:0, 1:1, 1:0) | 38:53 (PP) M. Välja | Widzów: 403 Sędzia główny: Oleg Serebriakow Sędziowie liniowi: Norbert Balla David Vaczi |
| Godzina: 16:00 | 12 min. kar                                                                          |                 | 8 min. kar          | Widzów: 403 Sędzia główny: Oleg Serebriakow Sędziowie liniowi: Norbert Balla David Vaczi |

| 15 kwietnia 2023 | Austria | 3:0 | Włochy | Ice Arena Bled, Bled |

| Szczegóły      | Szczegóły                                                         | Szczegóły       | Szczegóły  | Szczegóły                                                                              |
| -------------- | ----------------------------------------------------------------- | --------------- | ---------- | -------------------------------------------------------------------------------------- |
| Godzina: 19:30 | P. Noll (EQ) 08:56 A. Rupnik (EQ/ENG) 59:02 O. Lam (EQ/ENG) 59:23 | (1:0, 0:0, 2:0) |            | Widzów: 315 Sędzia główny: Bartosz Kaczmarek Sędziowie liniowi: Tadej Snoj Wiktor Zień |
| Godzina: 19:30 | 6 min. kar                                                        |                 | 8 min. kar | Widzów: 315 Sędzia główny: Bartosz Kaczmarek Sędziowie liniowi: Tadej Snoj Wiktor Zień |

| 16 kwietnia 2023 | Polska | 1:2 | Estonia | Ice Arena Bled, Bled |

| Szczegóły      | Szczegóły                 | Szczegóły       | Szczegóły                                 | Szczegóły                                                                              |
| -------------- | ------------------------- | --------------- | ----------------------------------------- | -------------------------------------------------------------------------------------- |
| Godzina: 12:30 | O. Laszkiewicz (EQ) 54:09 | (0:1, 0:0, 1:1) | 17:36 (SH) M. Burkov 57:02 (PP) N. Sildre | Widzów: 59 Sędzia główny: Oleg Serebriakow Sędziowie liniowi: Anze Bergant David Vaczi |
| Godzina: 12:30 | 10 min. kar               |                 | 14 min. kar                               | Widzów: 59 Sędzia główny: Oleg Serebriakow Sędziowie liniowi: Anze Bergant David Vaczi |

| 16 kwietnia 2023 | Austria | 4:2 | Korea Południowa | Ice Arena Bled, Bled |

| Szczegóły      | Szczegóły                                                                                           | Szczegóły       | Szczegóły                                    | Szczegóły                                                                              |
| -------------- | --------------------------------------------------------------------------------------------------- | --------------- | -------------------------------------------- | -------------------------------------------------------------------------------------- |
| Godzina: 16:00 | L. Lamereiner (EQ) 18:58 L. Sandholzer (EQ) 51:46 A. Rupnik (EQ) 58:48 L. Sandholzer (EQ/ENG) 59:59 | (1:0, 0:2, 3:0) | 29:14 (EQ) Shin Y. M. 34:58 (EQ) Hwang S. H. | Widzów: 250 Sędzia główny: Bartosz Kaczmarek Sędziowie liniowi: Tadej Snoj Wiktor Zień |
| Godzina: 16:00 | 6 min. kar                                                                                          |                 | 4 min. kar                                   | Widzów: 250 Sędzia główny: Bartosz Kaczmarek Sędziowie liniowi: Tadej Snoj Wiktor Zień |

| 16 kwietnia 2023 | Włochy | 1:2 pd. | Słowenia | Ice Arena Bled, Bled |

| Szczegóły      | Szczegóły             | Szczegóły            | Szczegóły                                    | Szczegóły                                                                                      |
| -------------- | --------------------- | -------------------- | -------------------------------------------- | ---------------------------------------------------------------------------------------------- |
| Godzina: 19:30 | T. Pisetta (EQ) 24:06 | (0:0, 1:0, 0:1, 0:1) | 58:18 (EQ) J. Golicic 60:15 (EQ) U. Podrekar | Widzów: 330 Sędzia główny: Andriej Korowkin Sędziowie liniowi: Albert Ankerstjerne Ryan Fraley |
| Godzina: 19:30 | 8 min. kar            |                      | 4 min. kar                                   | Widzów: 330 Sędzia główny: Andriej Korowkin Sędziowie liniowi: Albert Ankerstjerne Ryan Fraley |

Tabela
| Lp. | Zespół           | M | Pkt | Z | Zd | Pd | P | G+ | G- | +/− |
| --- | ---------------- | - | --- | - | -- | -- | - | -- | -- | --- |
| 1.  | Austria          | 5 | 12  | 4 | 0  | 0  | 1 | 21 | 10 | +11 |
| 2.  | Słowenia         | 5 | 11  | 3 | 1  | 0  | 1 | 20 | 13 | +7  |
| 3.  | Włochy           | 5 | 10  | 3 | 0  | 1  | 1 | 9  | 9  | 0   |
| 4.  | Korea Południowa | 5 | 6   | 2 | 0  | 0  | 3 | 17 | 15 | +2  |
| 5.  | Estonia          | 5 | 3   | 1 | 0  | 0  | 4 | 8  | 21 | -13 |
| 6.  | Polska           | 5 | 3   | 1 | 0  | 0  | 4 | 9  | 16 | -7  |

    = awans do dywizji I, grupy A      = spadek do dywizji II, grupy A
Statystyki indywidualne
- Klasyfikacja strzelców:  Kwon Woo Hyun
 Paul Noll: 4 gole[8]
- Klasyfikacja asystentów:  Filip Sitar: 8 asyst[9]
- Klasyfikacja kanadyjska:  Filip Sitar: 11 punktów[10]
- Klasyfikacja +/−:  Filip Sitar: +8[11]
- Klasyfikacja skuteczności interwencji bramkarzy:  Damian Clara: 95,41%[12]
- Klasyfikacja średniej goli straconych na mecz bramkarzy:  Damian Clara: 1,25
- Klasyfikacja minut kar:  Paul Mantinger: 10 minut[13]

Nagrody indywidualne
Dyrektoriat turnieju wybrał trójkę najlepszych zawodników, po jednym na każdej pozycji:
- Bramkarz:  Damian Clara
- Obrońca:  Urban Podrekar
- Napastnik:  Oliver Lam